# Beas de Segura
Pour les articles homonymes, voir Beas et Segura (homonymie).
Beas de Segura est une commune située dans la province de Jaén de la communauté autonome d'Andalousie en Espagne.

## Histoire
À partir de 1239, Beas de Segura fut le chef-lieu d'une commanderie de l'ordre de Santiago connue sous le nom de commanderie de Beas (es).

## Politique et administration

### Conseil municipal
La ville de Beas de Segura comptait 5 130 habitants aux élections municipales du 26 mai 2019. Son conseil municipal (en espagnol : Pleno del Ayuntamiento) se compose donc de 13 élus.
| Parti | Parti                                                   | Tête de liste | Voix  | %       | Élus    |
| ----- | ------------------------------------------------------- | ------------- | ----- | ------- | ------- |
|       | Parti socialiste ouvrier espagnol d'Andalousie (PSOE-A) |               | 1 964 | 74,71 % | 10 / 13 |
|       | Parti populaire (PP)                                    |               | 415   | 15,79 % | 2 / 13  |
|       | Vox                                                     |               | 202   | 7,68 %  | 1 / 13  |

### Liste des maires
| Mandat    | Maire | Maire                       | Parti | Majorité |
| --------- | ----- | --------------------------- | ----- | -------- |
| 1979-1983 |       | Cristóbal Cantero Gomera    | PSOE  | 7 / 17   |
| 1983-1987 |       | Antonio Pelayo Barón        | PSOE  | 9 / 13   |
| 1987-1991 |       | Cristóbal Cantero Gomera    | PSOE  | 7 / 13   |
| 1991-1995 |       | César Ceres Frías           | PP    | 6 / 13   |
| 1995-1999 |       | José Munera Rodríguez       | PSOE  | 6 / 13   |
| 1999-2003 |       | José Munera Rodríguez       | PSOE  | 6 / 13   |
| 2003-2007 |       | Lope Morales Arias          | PP    | 7 / 13   |
| 2007-2011 |       | Sebastián Molina Herrera    | PSOE  | 7 / 13   |
| 2011-2015 |       | Sebastián Molina Herrera    | PSOE  | 8 / 13   |
| 2015-2019 |       | José Alberto Rodríguez Cano | PSOE  | 8 / 13   |
| 2019-2023 |       | José Alberto Rodríguez Cano | PSOE  | 10 / 13  |

## Personnalités liées à la ville
- José Jiménez Fernández, dit Joselito (1943-), chanteur et acteur des années 1950 et 1960;
- Urbano Ortega (1961-) joueur du football.